# Idrijske Krnice
Idrijske Krnice so naselje v Občini Idrija, ki se razprostira na okoli 800 metrih nadmorske višine, med dolinama Kanomljice in Idrijce. Vas ima 143 prebivalcev (Surs, 2013) in je tipično razloženo hribovsko naselje.
V zadnjih letih so se prebivalci med seboj povezali in ponujajo ekološka pridelana zelišča v Hiši zelišč 